# Cá toài đầu mũi rộng
Cá toài đầu mũi rộng hoặc Cá thỏ mũi thẳng (Rhinochimaera atlantica) là một loài cá thuộc họ Rhinochimaeridae. Nó được tìm thấy ở Canada, Colombia, Pháp, Gambia, Iceland, Mauritanie, México, Namibia, Senegal, Nam Phi, Suriname, và Hoa Kỳ. Môi trường sống tự nhiên của chúng là vùng biển mở. Nó bị đe dọa do mất nơi sống.

## Hình ảnh

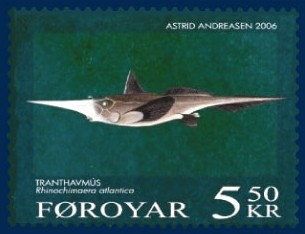